# Pasang Lhamu Sherpa
Pasang Lhamu Sherpa (in nepalese पासाङ ल्हामु शेर्पा) (Surke, 10 dicembre 1961 – Monte Everest, 22 aprile 1993) è stata un'alpinista nepalese, ricordata per essere stata la prima donna del proprio paese a raggiungere la vetta del Monte Everest.

## Biografia
Pasang Lhamu Sherpa nacque nel villaggio di Surke, non lontano da Lukla, nel Distretto di Solukhumbu, il 10 dicembre 1961. Nonostante facesse parte di una famiglia di scalatori e portatori e avrebbe voluto dedicarsi anche lei all'attività di famiglia, all'epoca le donne sherpa erano destinate ad occuparsi solo dei lavori domestici e della famiglia. Mentre i suoi fratelli andarono a scuola Pasang non ricevette alcuna istruzione scolastica e avrebbe dovuto sposare un uomo scelto dalla sua famiglia.
Invece intorno al 1979 rifiutò il matrimonio combinato e lasciò il villaggio per sposare Lhakpa Sonam Sherpa, con cui ebbe in seguito tre figli. La coppia aprì una società di trekking, chiamata Thamserku Trekking, che lavorava principalmente con scalatori occidentali e Padang poté così seguire la sua passione per l'alpinismo.
Scalò il Monte Bianco in Europa, diventando la prima donna nepalese a farlo, e lo Yala Peak, il Pisang Peak e il Cho Oyu nell'Himalaya, ma il suo sogno divenne quello di scalare il Monte Everest. Prima del 1993 infatti 16 donne di diversi paesi erano riuscite a conquistare la vetta più alta del mondo, ma tra di esse non vi era nessuna nepalese.
Nel 1990 si unì alla spedizione francese guidata da Marc Batard, di cui faceva parte anche Christine Janin. La spedizione raggiunse la vetta dell'Everest il 5 ottobre 1990, facendo sì che Janin diventasse la prima donna francese a riuscire nell'impresa, ma obbedendo agli ordini di Batard Pasang Lhamu Sherpa si fermò ad una quota inferiore.
Nell'autunno 1991 Pasang, suo marito e alcuni altri sherpa organizzarono una propria spedizione per cercare di raggiungere la vetta ma dovettero rinunciare a poche decine di metri dal traguardo a causa di una tormenta improvvisa. Analoga sorte toccò ad un terzo tentativo organizzato l'anno seguente.

## La conquista della vetta e la morte
Nell'aprile 1993 venne organizzata una nuova spedizione tutta nepalese, di cui facevano parte, oltre a Pasang Lhamu Sherpa, Sonam Tshering Sherpa che aveva già raggiunto la vetta in 5 precedenti occasioni, Lhakpa Norbu Sherpa, Pemba Dorje Sherpa e Dawa Tashi Sherpa. La spedizione era seguita con trepidazione dal paese dal momento che, in caso di successo, Pasang sarebbe diventata un'eroina per il Nepal e un simbolo per le donne nepalesi di realizzare i propri sogni.
Il mattino del 22 aprile 1993 il gruppo raggiunge la vetta dell'Everest e Pasang Lhamu Sherpa divenne così la prima donna nepalese a conquistare gli 8 842 metri.
 
Durante la discesa però Sonam Tshering iniziò a stare male. Pasang decise di rimanere con lui mentre Pemba Norbu scendeva verso il campo base per procurarsi delle bombole di ossigeno, ma a causa di una tormenta improvvisa non fu in grado di ritornare dai compagni. Il cattivo tempo durò per giorni rendendo impossibili i soccorsi e i due alpinisti morirono sulla montagna.

## Riconoscimenti
Il corpo di Pasang Lhamu Sherpa fu ritrovato solo 18 giorni dopo, il 10 maggio, da una spedizione di cui faceva parte anche Vladas Vitkauskas, che proprio in tale occasione divenne il primo alpinista lituano a conquistare l'Everest.
Ai suoi funerali parteciparono migliaia di persone e Pasang Lhamu Sherpa ricevette in seguito diversi riconoscimenti dal governo del paese: fu la prima donna a ricevere la "stella del Nepal" e a venire nominata Eroe nazionale del Nepal, o "Rastriya Bibhuti". Vennero emessi dei francobolli con la sua immagine e una statua a grandezza naturale che la raffigura con in mano una bandiera nepalese venne eretta nel quartiere di Chuchepati a Katmandu, non lontano dal Boudhanath. La vetta di 7 350 metri Jasemba è stata ribattezzata Pasang Lhamu Chuli, le sono state dedicate scuole, strade, un memoriale nella cittadina di Dhalabari nel distretto di Jhapa e persino una varietà di grano ed è diventata fonte di ispirazione per le alpiniste e la ragazze nepalesi.
Nel 2017 la regista Nancy Svendsen ha iniziato a lavorare ad un documentario dal titolo The Glass Ceiling che racconta la sua storia.